# نگاه کن دست نزن
«نگاه کن دست نزن» (به انگلیسی: LOOK DON'T TOUCH) تک‌آهنگی سروده و خوانده‌شده توسط خوانندگان آمریکایی اودتاری و کید کلر می‌باشد که در ۱۷ مهٔ سال ۲۰۲۳ از سوی آرتیست پارتنر گروپ منتشر گردید.

## موزیک ویدئو
موزیک ویدئوی این ترانه به‌کارگردانی میگی در ۲۵ اکتبر سال ۲۰۲۳ منتشر گردید.